# Pablo Morant
Pablo Morant (Esquel, 30 de juny de 1970) és un exfutbolista argentí, que jugava de defensa. Actualment és tècnic a les categories inferiors del Gimnasia (LP).
Va desenvolupar gairebé tota la seua carrera a dos equips argentins, el Gimnasia LP i el Colón. Fora del seu país va tenir un paper molt discret amb l'Hèrcules CF, d'Alacant.
Va guanyar la Copa Centenario de 1993 front a River Plate.
Un cop retirat ha estat entrenador a Gimnasia La Plata.